# ان‌جی‌سی ۳۳۵
ان‌جی‌سی ۳۳۵ (انگلیسی: NGC 335) نام یک کهکشان مارپیچی در صورت فلکی نهنگ است.